# Große Brăila-Insel
Die Große Brăila-Insel (rumänisch Insula Mare a Brăilei oder Balta Brăilei) ist eine rund 710 km² große und 60 km lange Donauinsel in Rumänien.

## Lage
Östlich der Walachischen Tiefebene liegt die Insel nördlich der etwas größeren Donauinsel Balta Ialomiței, zwischen dem östlichen Donauarm Brațul Măcin (auch Dunărea Veche) und dem mittleren Donauarm Brațul Vâlciu, der sie vom etwa 241 km² großen Naturschutzgebiet der Kleinen Brăila-Insel (Balta Mică a Brăilei) trennt, deren westliche Begrenzung wiederum der schiffbare Donauarm (rumänisch Dunărea navigabilă) ist. Die drei Donauarme vereinigen sich wieder bei der Stadt Brăila, dem Verwaltungszentrum des Kreises Brăila, zu dem die Donauinsel gehört. Auf die Insel führt von der Stadt Brăila eine Fähre. Auf ihr liegen die Gemeinden Mărașu und Frecăței mit rund 5000 Einwohnern.

## Geschichte
Anfang der 2000er Jahre wurde den Bewohnern der Gemeinde Mărașu auf der Großen Braila-Insel Land auf der Kleinen Brăila-Insel zugeteilt. Eine freilaufende Aufzucht der Hausschweine erwies sich als finanzieller Vorteil für die Landwirte der eingemeindeten Dörfer Băndoiu, Măgureni, Plopi und Țăcău. Da auf dem Gebiet des Naturparks auch Wildschweine lebten, kreuzten sich die kräftigeren männlichen Wildschweine mit den weiblichen Hausschweinen. Die „Wilden Hausschweine“ waren behaarter, schlanker, hatten weniger Fett und mehr Fleisch als die Hausschweine und waren auch nicht wählerisch bei der Nahrungssuche. Nachdem Ende 2007 zufällig bei einem Wilden Hausschwein die Schweinepest festgestellt wurde, entschieden die Behörden, etwa 2500 Wilde Hausschweine und 30 Wildschweine zu töten. Am Ende wurden 1766 Schweine aus dem Besitz der Gemeindebewohner verbrannt.
Ende 2018 wurden über 50.000 Hektar der Agricost SA von der Al Dahra Agricultural Company aus den Vereinigten Arabischen Emiraten gekauft. Um die angekündigten Investitionen in Rumänien zu tätigen, versuchten die Araber, das Versprechen von Entwicklungsminister Petre Daea zu erhalten, die Konzession von Al Dahra bis 2032 um zehn Jahre bis 2042 zu verlängern.
Der größte Teil der Donauinsel ist landwirtschaftlich genutzt; ein Teil wird durch einen Damm geschützt. Unter der kommunistischen Regierung wurde die landwirtschaftliche Nutzung forciert.